# توموری کوسونوکی
توموری کوسونوکی (انگلیسی: Tomori Kusunoki; ۲۲ دسامبر ۱۹۹۹ – ) صداپیشه اهل ژاپن بود.